# Ellie Jokar
Ellie Jokar (født 1980) er rapper, stand-up’er og skuespiller. Hun kom til Danmark fra Iran som 4-årig .
Hun er bl.a. kendt fra satireshowet Det slører stadig (2013), Iqbal & Den Indiske Juvel (2018) samt Iqbal & Superchippen (2016). I 2018 debatterede hun med sit one-woman show "Perler for Svin", der tager fat i fordomme og kulturelle forskelle, bl.a. mellem Danmark og Iran, og de politiske problematikker, der kan opstå i mødet mellem disse.
Ellie er desuden en væsentlig stemme i den danske LGBT+-debat.
Ellie er diagnosticeret med sclerose som 18-årig.